# 在线国际象棋
《线上国际象棋》是通过互联网进行的国际象棋游戏，允许玩家相互对弈。这种游戏最初是在20世纪70年代通过PLATO和电子邮件异步进行的。1992年，互联网象棋服务器 (Internet Chess Server) 实现了通过Telnet进行实时在线对弈，并启发了世界各地其他几个基于Telnet的系统。2010年代，基于网页的平台开始流行，并在新冠疫情期间显著发展，同时还掀起了一股国际象棋直播的潮流。 

## 历史

### 服务器
互联网象棋服务器是第一种通过互联网与真人对弈的方式。1992年，迈克尔·摩尔和理查德·纳什开发了美国互联网象棋服务器（ICS），允许用户通过Telnet连接。为了改善纯文本地体验，它们开发了图形界面。1994年，开发者丹尼尔·斯莱特改进了服务器代码，修复了几个漏洞，并申请了版权，并将其商业化，命名为互联网象棋俱乐部。失望的旧用户和开发者开始改进旧代码，推出了免费互联网象棋服务器。

### 网站
第一个允许通过图形用户界面（GUI）对弈的国际象棋网站是Caissa.com（当时称为Caissa's Web），于1995年上线。 此后，许多象棋网站应运而生。其中包括Chess.com、Lichess和chess24，它们是截至 2021年最大的国际象棋网站。不过，chess24后来被Chess.com 收购，并于 2024年1月31日关闭，由Chess.com接管。
在新冠疫情隔离期间，在线国际象棋游戏迎来了迅猛发展。这既得益于全球性的隔离政策，也得益于2020年10上映的奈飞（Netflix）迷你剧《后翼弃兵》的火爆。 首播后，苹果的App Store和Google Play上的国际象棋应用下载量增长了63%。 Chess.com上11月的账户注册量是前几月的两倍多，Lichess一个月中对弈的棋局也翻了两倍。棋手的人口结构也发生了变化，Chess.com上的女性注册玩家占新玩家的比例从22%上升到27%。国际象棋大师莫里斯·阿什利表示：“国际象棋正在经历一场自鲍比·菲舍尔时代以来前所未有的繁荣”，他将这种增长归功于疫情期间人们渴望做一些更有建设性的事情。 美国国际象棋联合会女子项目总监詹妮弗·沙哈德表示，国际象棋在互联网上表现良好，因为棋子无需重新排放，而且玩家匹配几乎是瞬时的。2023 年，YouTube透露，在线国际象棋比赛在当年的观看次数已超过40亿次。

### 直播
疫情期间，在线国际象棋直播也出现了激增。中村光 (Hikaru Nakamura)、丹尼尔·纳罗迪茨基 (Daniel Naroditsky) 和列维·罗兹曼 (Levy Rozman) 等众多棋手通过Twitch直播国际象棋比赛。2020年3月至 月，该平台的国际象棋比赛总观看时长超过4100 万小时。Chess.com与高水平的国际象棋主播合作，举办了PogChamps业余锦标赛，由网络红人角逐。该赛事在Twitch上的直播，一度成为该平台观看次数最多的直播。